# Cuspidaria formosa
Cuspidaria formosa är en musselart som beskrevs av Addison Emery Verrill och Katharine Jeanette Bush 1893. Cuspidaria formosa ingår i släktet Cuspidaria och familjen Cuspidariidae. Inga underarter finns listade i Catalogue of Life.